# Венгерская жесткошёрстная выжла
Венгерская жесткошёрстная легавая, венгерская жесткошёрстная выжла (венг. Drótszőrű magyar vizsla) — заводская порода охотничьих собак универсального применения, выведена в 1930-х годах в Венгрии. Используется для охоты на любую мелкую и крупную дичь, в качестве спортивной и выставочной собаки, собаки-компаньона.

## История
Порода выведена в 1930-х годах в Венгрии. Любители ружейной и соколиной охоты в северной части страны хотели получить собаку со свойственными венгерской выжле отличными рабочими качествами и столь же универсальную, но более приспособленную к трудным природным условиям. Из помётов, полученных от скрещивания венгерской выжлы и немецкой жесткошёрстной легавой сплошного коричневого окраса отобрали щенков ржаво-рыжей масти, которые стали базой для дальнейшей работы. Впоследствии к породе приливали кровь пудель-пойнтера, ирландского сеттера и французского жесткошёрстного гриффона. Создателям породы удалось получить собаку, способную работать практически в любых условиях и по любой дичи. Усилиями одного из создателей породы Йожефу Вашашу, владельцу питомника Csabai (Чабаи), породе удалось пережить Вторую мировую войну и переход питомника в государственную собственность.
Жесткошёрстная выжла отличается от прародительницы более мощной конституцией, крепким костяком, крупной головой и жёсткой шерстью, хорошо защищающей собаку от мелких ран при работе в зарослях. Благодаря этому жесткошёрстная выжла более гладкошёрстной приспособлена для зимней охоты, подачи птицы с воды и травли зайцев в густом кустарнике.
Порода признана Международной кинологической федерацией в 1966 году. В 1980 году жесткошёрстную выжлу впервые представили на престижной выставке собак Crufts в Великобритании. В США жесткошёрстные выжлы впервые экспонировались на крупнейшей выставке Westminster Dog Show в 2015 году.

## Внешний вид

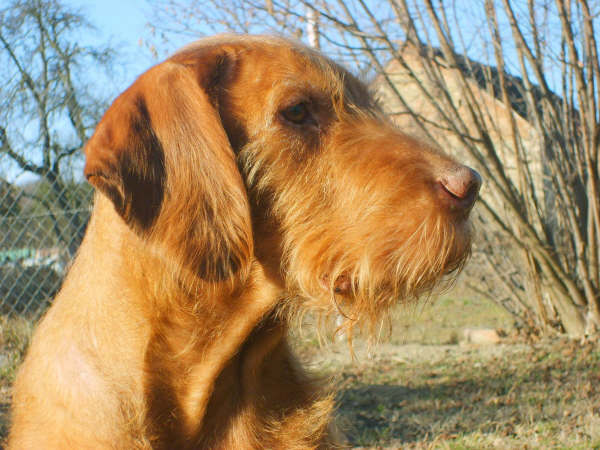

Жесткошёрстная выжла — легавая собака средних размеров, крепкого сложения, подтянутая и с отлично развитой мускулатурой, с плотной жёсткой шерстью ржаво-золотистого цвета. Весь её облик отражает качества универсальной охотничьей собаки, выносливой и неприхотливой.
Длина корпуса несколько превышает высоту в холке. Голова умеренной ширины, срединная борозда легко выражена. Морда чуть короче черепа, спинка носа прямая, челюсти мощные. Мочка носа очень широкая, немного темнее цвета шерсти. Глаза коричневые, овальные, веки плотно прижаты, взгляд живой и умный. Уши висячие, в форме закруглённых треугольников, небольшие, расположены на средней высоте, хорошо прилегают к щекам.
Спина прямая, крепкая, круп широкий, грудная клетка широкая и достаточно длинная. Хвост у основания широкий, сужается к концу, покрыт плотной шерстью, в движении собака несёт его горизонтально. Охотники часто укорачивают хвост на одну четверть, чтобы снизить риск травмирования на охоте. Конечности сильные, длинные. Лапы овальные, с крепкими пальцами и крепкими коричневыми когтями. Движения лёгкие и элегантные; типичный аллюр — медленная рысь, в поле на охоте собака движется неторопливым галопом.
Цвет шерсти ровный по всему корпусу, ржаво-золотистый различных оттенков, тёмно-песчано-золотой. Красный, коричневый, светлый жёлтый окрас нежелательны. Шерсть жёсткая, прилегающая, очень плотная и без блеска, с плотным водонепроницаемым подшёрстком. Длина покровного волоса 2-3 см. На голове шерсть короче и чуть темнее, но столь же плотная, а на животе, внизу груди и в нижней части ног может быть мягче и тоньше. На морде ясно выражены брови и борода, образованные более длинной шерстью. Щенки рождаются с гладкой шерстью, характерная жёсткая шерсть начинает появляться только в возрасте от шести недель до четырёх месяцев. Жесткошёрстная выжла — относительно молодая порода, в числе её предков были собаки с разным типом шерсти, которая проявляется в фенотипе до сих пор: даже в одном помёте наряду со стандартными могут быть щенки с гладкой, длинной, однослойной, «ватной» или даже курчавой шерстью, в среднем их доля составляет 10-20 процентов. Собаки с нестандартной шерстью в разведение допускаться не должны, однако качество шерсти не влияет на их рабочие качества или характер.

## Особенности характера и поведения
Жесткошёрстные выжлы привязчивы и преданны, всегда готовы услужить, умны, отлично приспосабливаются к окружающей обстановке. Собаки чувствительны и не выносят грубого обращения. Обычно лояльны к детям и другим членам семьи, дружелюбны к другим собакам. Как все охотничьи собаки, нуждаются в немалой двигательной и умственной нагрузке. Хорошо обучаются, уверены в себе. Они с удовольствием работают, занимаются аджилити, каникроссом, рабочими испытаниями, очень любят плавать, показывают трюки, но не пренебрегают и домашним комфортом. Для них неприемлемы боязнь выстрелов или страх перед зверем, нежелание делать стойку или приносить добычу.

## Использование

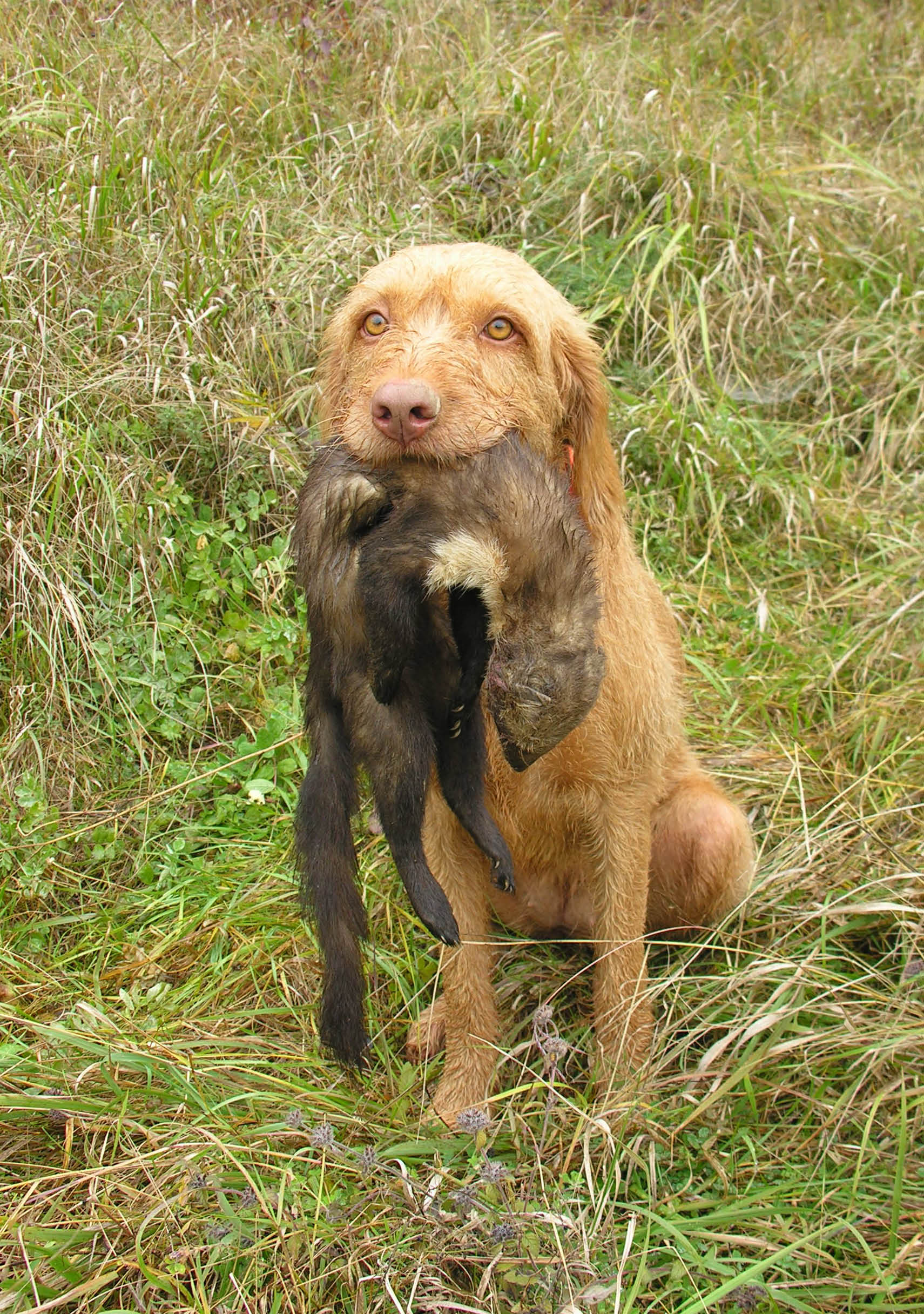

Жесткошёрстная выжлы — универсальные охотничьи собаки, подходящие для охоты в поле, в лесу и на воде. Могут работать по зверю и птице, подавать застреленную дичь на суше и с воды, участвовать в охоте с ловчей птицей. По пернатой дичи делают стойку, как все легавые собаки. Способны успешно преследовать крупную дичь и, благодаря отличному обонянию, не теряют след даже переплывая водные преграды, в поиске настойчивы и страстны, хорошо поддерживают контакт с охотником.
Универсальность и высокая адаптивность позволяют выжле быть отличным компаньоном и семейной собакой, с успехом участвовать в шоу и спортивных соревнованиях, при этом рабочие и выставочные линии в породе практически не различаются.

## Здоровье
Жесткошёрстные выжлы могут быть подвержены аллергическим кожным заболеваниям.